# Prîdniprovske (Lukașeve), Zaporijjea
Prîdniprovske (în ucraineană Придніпровське) este un sat în comuna Lukașeve din raionul Zaporijjea, regiunea Zaporijjea, Ucraina.

## Demografie
Componența lingvistică a localității Prîdniprovske
     Ucraineană (87,34%)
     Rusă (12,66%)
Conform recensământului din 2001, majoritatea populației localității Prîdniprovske era vorbitoare de ucraineană (87,34%), existând în minoritate și vorbitori de rusă (12,66%).